# Stowarzyszenie Introligatorów Polskich
Stowarzyszenie Introligatorów Polskich (skr. SIP) – powstało 19 sierpnia 2020 roku, powołane przez grupę bydgoskich introligatorów z Leszkiem Knyrkiem na czele. Głównym jego celem jest popularyzacja rzemiosła introligatorskiego.

## Status prawny
Stowarzyszenie Introligatorów Polskich (SIP) jest stowarzyszeniem zwykłym w rozumieniu ustawy Prawo o stowarzyszeniach, reprezentowane przez Przedstawiciela – Leszka Knyrka. Terenem działania SIP jest obszar Rzeczypospolitej Polskiej. Siedzibą Stowarzyszenia jest miasto Bydgoszcz.

## Cele i zadania statutowe
Cele to reprezentowanie zawodowych interesów introligatorów, organizowanie i prowadzenie zajęć, warsztatów, konferencji i wystaw, wspieranie edukacji, doradztwo oraz wymiana informacji.

## Członkostwo oraz struktura organizacyjna
Członkiem Stowarzyszenia Introligatorów Polskich może zostać każdy, kto chce wspierać cele stowarzyszenia. Każdy może wnieść swoje pomysły i aktywnie uczestniczyć w pracach stowarzyszenia. SIP to miejsce dla introligatorów, wykonawców papierów dekoracyjnych, pracowników bibliotek i pracowni konserwatorskich, wytwórców narzędzi, antykwariuszy, studentów i pedagogów, a także miłośników pięknych książek w ogóle.
Władzami Stowarzyszenia są:
1. Walne Zebranie Członków,
2. Przedstawiciel.

Stowarzyszenie reprezentuje Przedstawiciel.

## Działalność

### Konferencja Introligatorów Polskich
- I Konferencja Introligatorów Polskich[4][5][6][7] odbyła się w dniach 8–9.09.2022 r. w Bibliotece Uniwersyteckiej w Poznaniu[8]. Towarzysząca jej wystawa prac członkowskich trwała do 30 września 2022 r.
- II Konferencja Introligatorów Polskich[9] odbyła się w dniach 14–15.09.2023 r. w Bibliotece Śląskiej w Katowicach[10]. Towarzysząca jej wystawa prac członkowskich trwała do 20 października 2023 r.
- III Konferencja Introligatorów Polskich[11][12] odbyła się w dniach 13–14.06.2025 r. w Bibliotece Uniwersytetu Kazimierza Wielkiego[13] w Bydgoszczy. Towarzysząca jej wystawa prac członkowskich trwała do 31 lipca 2025 r.

### Wystawa Introligatorów Polskich
- I Wystawa Introligatorów Polskich[14] odbyła się w dniach 8–30.09.2022 r. w Bibliotece Uniwersyteckiej w Poznaniu, która miała miejsce podczas I Konferencji SIP 2022. W wystawie wzięli udział członkowie stowarzyszenia: Przemysław Bielawski, Jerzy Budnik, Magdalena Bulanda, Krzysztof Cofalik, Piotr Czołczyński, Katarzyna Hertmanowska, Tomasz Jurek, Magdalena Jurkiewicz, Leszek Knyrek, Katarzyna Kubiś, Kinga Lewandowska-Pewna, Marcin Praski, Sabina Mozga, Urszula Pietrusewicz, Daniel Szlachtowski, Leonard Rosadziński, Jacek Tylkowski, Kateryna Zubakhina.
- II Wystawa Introligatorów Polskich[15] odbyła się w dniach 14.09–20.10.2023 r. w Bibliotece Śląskiej w Katowicach, która miała miejsce podczas II Konferencji SIP 2023. W wystawie wzięli udział członkowie stowarzyszenia: Tadeusz Bartel, Agnieszka Biały, Jerzy Budnik, Piotr Czołczyński, Piotr Gorus, Katarzyna Hertmanowska, Tomasz Jurek, Magdalena Jurkiewicz, Antykwariat Sobieski/ Paweł Kołata, Mateusz Lewandowski, Michał Ładosz, Izabela Madejska, Dorota Majowska, Sabina Mozga, Elżbieta Pokorzyńska, Marcin Praski, Leonard Rosadziński, Dominika Świątkowska, Jacek Tylkowski, Eryk Mirosław Woźniak, Kateryna Zubakhina.
- III Wystawa Introligatorów Polskich[16][12] odbyła się w dniach 13.06–31.07.2025 r. w Bibliotece Uniwersytetu Kazimierza Wielkiego w Bydgoszczy, która miała miejsce podczas III Konferencji SIP 2025. W wystawie wzięli udział członkowie stowarzyszenia: Aleksandra Bartoszewicz, Marie Benešová, Jerzy Budnik, Magdalena Bulanda, Krzysztof Cofalik, Piotr Czołczyński, Katarzyna Hertmanowska, Tomasz Jurek, Magdalena Jurkiewicz, Paweł Kołata, Izabela Madejska, Alicja Magiera, Dorota Majowska, Sabina Mozga, Elżbieta Pokorzyńska, Leonard Rosadziński, Natalia Smektała, Katarzyna Tużylak-Kopytek, Jacek Tylkowski, Eryk Mirosław Wożniak, Kateryna Zubakhina.

## Publikacje wydawane przez SIP
Biuletyn Stowarzyszenia Introligatorów Polskich jest wydawany raz w roku i jest zbiorem informacji, artykułów i wydarzeń branżowych z kraju i zagranicy. Biuletyn o nazwie „Introligator Polski” (ISSN 2719-8936) jest pierwszym czasopismem o tematyce introligatorskiej od wielu lat. Ostatnie czasopismo związane z tematyką rzemiosła introligatorskiego było wydane w roku 1934 pod nazwą „Polska Gazeta Introligatorska”.